# Futa Toro

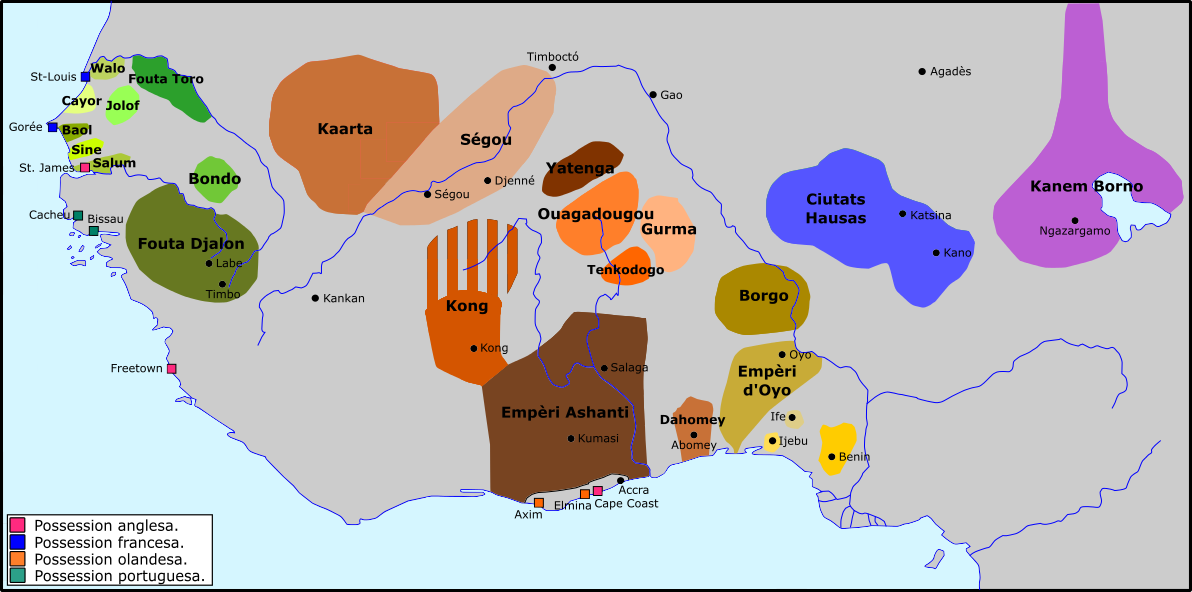
Futa Toro e regni dell'Africa occidentale, c. XVIII secolo.

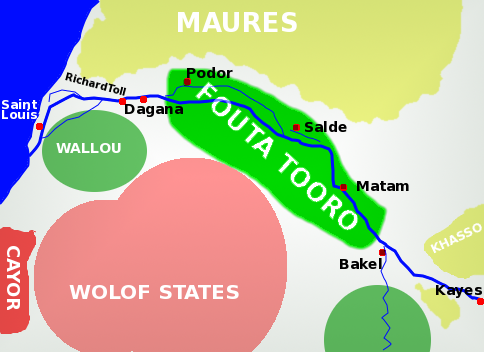
Futa Toro e vicini di casa, c. XIX secolo.

Futa Toro ( Wolof e Fula: "Fuuta Tooro"; Francese: "Fouta-Toro"), spesso semplicemente la Futa, è una regione semidesertica intorno alla media corsa del fiume Senegal . Questa regione si trova al confine tra Senegal e Mauritania . I terreni sono ben irrigati e fertili vicino al fiume, ma le parti interne della regione lontane dal fiume sono secche e sterili. Questa regione è storicamente significativa per le teocrazie islamiche, gli stati Fulani, gli eserciti di jihad e i migranti per Fouta Djallon partiti da qui.

## Geografia
La Futa Toro si estende per circa 400 chilometri, ma con una larghezza ridotta fino a 20 chilometri su entrambi i lati del fiume Senegal.  La parte occidentale è chiamata Toro, la parte centrale e orientale chiamata Futa. La parte centrale comprende le province di Bosea, Yirlabe Hebbyabe, Law e Hailabe. La Futa orientale comprende le province di Ngenar e Damga. La regione a nord e ad est di Futa Toro è sterile nel Sahara. Storicamente, ciascuna delle province geografiche di Futa Toro erano fertili porzioni di terra a grazie alle pianure alluvionali di waalo presenti, e il controllo di questa risorsa era guidato da potenti famiglie. Il lungo tratto ha comportato la divisione dell'intera regione tra molte famiglie e i diritti di proprietà di successione da una generazione all'altra hanno portato a molte controversie familiari, crisi politiche e conflitti.

## Storia
La parola Futa era un nome generico che i Fulbe davano a qualsiasi zona in cui vivevano, mentre Toro era l'identità reale della regione per i suoi abitanti. Il popolo del regno parlava Pulaar, un dialetto delle maggiori lingue fula che si estende dall'Africa occidentale dal Senegal al Camerun . Si sono identificati con la lingua che ha dato origine al nome Haalpulaar'en che significa coloro che parlano Pulaar. Gli Haalpulaar'en sono anche conosciuti come Toucouleurs (var. Tukolor), un nome derivato dall'antico stato di Tekrur.
L'Islam è arrivato nella regione nelle sue fasi iniziali. Il popolo Toucouleur di questa regione si convertì nell'XI secolo. La regione vide in seguito molti poteri islamici. Lo stato di Denanke (1495 / 1514-1776) vide l'origine del moderno popolo Tukolor. Le migrazioni del Fulbe lasciarono gli stati di Futa Toro e Futa Jalon a sud. 

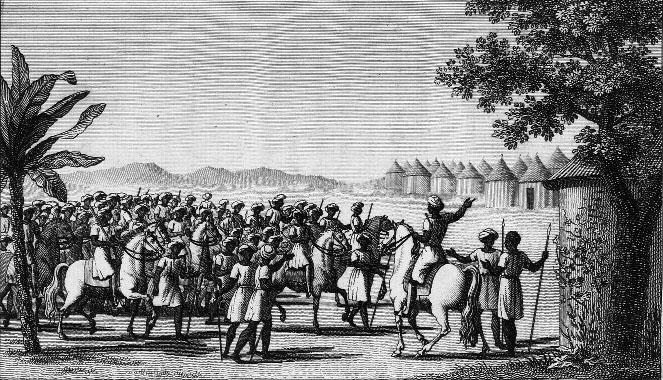
L'esercito di Futa Toro a marzo (1820).

L'ascesa dell'Imamato di Futa Toro nel 1776 scatenò una serie di movimenti di riforma islamica e jihad. piccoli clan di istruite Fula sufi musulmani (la Torodbe ) presero il potere negli stati in tutta l'Africa occidentale.
Nel 1780 Abdul Kader divenne almaami (leader religioso o imam) ma le sue forze non furono in grado di diffondere la rivoluzione negli stati circostanti.
L'Imamato della Futa Toro in seguito divenne l'ispirazione e il terreno di reclutamento principale per i jihad di Toucouleur conquistatore al-Hajj Umar alto ribelle e anti-coloniale al-Hajj Mahmadu Lamine . Nonostante la resistenza, la Futa Toro era saldamente nelle mani delle forze coloniali francesi che si trasferivano dal moderno Senegal entro il 1900. Dopo l'indipendenza, il cuore della regione, la riva meridionale del fiume Senegal fu trattenuta dal Senegal. La riva nord divenne parte della Mauritania.
Il grande musicista senegalese moderno e stella del mondo Baaba Maal proviene dalla città di Podor nella Futa Toro.